# Emoia physicae
Espèce
Synonymes
- Euprepes physicae Duméril & Bibron, 1839

Emoia physicae est une espèce de sauriens de la famille des Scincidae.

## Répartition
Cette espèce est endémique de Papouasie-Nouvelle-Guinée.

## Liste des sous-espèces
Selon The Reptile Database (24 janvier 2014) :
- Emoia physicae physicae (Duméril & Bibron, 1839)
- Emoia physicae purari Brown, 1991

## Publications originales
- Brown, 1991  : Lizards of the genus Emoia (Scincidae) with observations on their evolution and biogeography.  Memoirs Of The California Academy Of Sciences, vol. 15, p. 1-94 (texte intégral).
- Duméril & Bibron, 1839 : Erpétologie Générale on Histoire Naturelle Complète des Reptiles. vol. 5. Roret/Fain et Thunot, Paris, p. 1-871 (texte intégral).